# Premi Emmy 1986
La cerimonia della 38ª edizione dei Primetime Emmy Awards (38th Primetime Emmy Awards) si è tenuta al Pasadena Civic Auditorium di Pasadena (California) il 21 settembre 1986.
La cerimonia fu presentata da David Letterman e fu trasmessa dalla NBC.
I Creative Arts Emmy Awards furono consegnati il 6 settembre.

## Primetime Emmy Awards
Per le candidature, furono presi in considerazione i programmi trasmessi tra il 1º luglio 1985 e il 30 giugno 1986.

### Migliore serie televisiva drammatica
- New York New York (Cagney & Lacey)
- A cuore aperto (St. Elsewhere)
- Hill Street giorno e notte (Hill Street Blues)
- Moonlighting
- La signora in giallo (Murder, She Wrote)

### Migliore serie televisiva comica o commedia
- Cuori senza età (The Golden Girls)
- Casa Keaton (Family Ties)
- Cin-cin (Cheers)
- Kate & Allie
- I Robinson (The Cosby Show)

### Migliore miniserie televisiva
- Pietro il Grande (Peter the Great)
- La divisa strappata (Dress Gray)
- Lord Mountbatten, l'ultimo viceré (Lord Mountbatten - The Last Viceroy)
- La lunga estate calda (The Long Hot Summer)
- Sulle ali delle aquile (On Wings of Eagles)

### Miglior speciale drammatico o commedia
- L'amore senza voce (Love Is Never Silent)
- Amos
- Una gelata precoce (An Early Frost)
- Morte di un commesso viaggiatore (Death of a Salesman)
- Soli contro tutti (Mrs. Delafield Wants to Marry)

### Migliore attore in una serie drammatica
- William Daniels – A cuore aperto
- Ed Flanders – A cuore aperto
- Tom Selleck – Magnum, P.I.
- Bruce Willis – Moonlighting
- Edward Woodward – Un giustiziere a New York (The Equalizer)

### Migliore attore in una serie comica o commedia
- Michael J. Fox – Casa Keaton
- Harry Anderson – Giudice di notte
- Ted Danson – Cin-cin
- Bob Newhart – Bravo Dick (Newhart)
- Jack Warden – Crazy Like a Fox

### Migliore attore in una miniserie o film per la televisione
- Dustin Hoffman – Morte di un commesso viaggiatore
- Kirk Douglas – Amos
- Ben Gazzara – Una gelata precoce
- John Lithgow – Un posto per riposare (Resting Place)
- Aidan Quinn – Una gelata precoce

### Migliore attrice in una serie drammatica
- Sharon Gless – New York New York
- Tyne Daly – New York New York
- Angela Lansbury – La signora in giallo
- Cybill Shepherd – Moonlighting
- Alfre Woodard – A cuore aperto

### Migliore attrice in una serie comica o commedia
- Betty White – Cuori senza età
- Beatrice Arthur – Cuori senza età
- Shelley Long – Cin-cin
- Rue McClanahan – Cuori senza età
- Phylicia Rashād – I Robinson

### Migliore attrice in una miniserie o film per la televisione
- Marlo Thomas – A un passo dalla follia (Nobody's Child)
- Katherine Hepburn – Soli contro tutti
- Vanessa Redgrave – Una seconda opportunità (Second Serve)
- Gena Rowlands – Una gelata precoce
- Mare Winningham – L'amore senza voce

### Migliore attore non protagonista in una serie drammatica
- John Karlen – New York New York
- Ed Begley Jr. – A cuore aperto
- John Hillerman – Magnum, P.I.
- Edward James Olmos – Miami Vice
- Bruce Weitz – Hill Street giorno e notte

### Migliore attore non protagonista in una serie comica o commedia
- John Larroquette – Giudice di notte
- Tom Poston – Bravo Dick
- John Ratzenberger – Cin-cin
- Malcolm-Jamal Warner – I Robinson
- George Wendt – Cin-cin

### Migliore attore non protagonista in una miniserie o film per la televisione
- John Malkovich – Morte di un commesso viaggiatore
- Charles Durning – Morte di un commesso viaggiatore
- John Glover – Una gelata precoce
- Harold Gould – Soli contro tutti
- Pat Morita – Amos

### Migliore attrice non protagonista in una serie drammatica
- Bonnie Bartlett – A cuore aperto
- Allyce Beasley – Moonlighting
- Christina Pickles – A cuore aperto
- Betty Thomas – Hill Street giorno e notte

### Migliore attrice non protagonista in una serie comica o commedia
- Rhea Perlman – Cin-cin
- Justine Bateman – Casa Keaton
- Lisa Bonet – I Robinson
- Julia Duffy – Bravo Dick
- Estelle Getty – Cuori senza età
- Keshia Knight Pulliam – I Robinson

### Migliore attrice non protagonista in una miniserie o film per la televisione
- Colleen Dewhurst – Ho imparato ad amarti (Between Two Women)
- Phyllis Frelich – L'amore senza voce
- Dorothy McGuire – Amos
- Vanessa Redgrave – Pietro il Grande
- Sylvia Sydney – Una gelata precoce

### Migliore regia per una serie drammatica
- New York New York – Georg Stanford Brown per l'episodio Parting Shots
- Hill Street giorno e notte – Gabrielle Beaumont per l'episodio Two Easy Pieces
- Moonlighting – Will Mackenzie per l'episodio Mio caro David
- Moonlighting – Peter Werner per l'episodio L'altra campana
- Storie incredibili (serie televisiva 1985) – Steven Spielberg per l'episodio La missione

### Migliore regia per una serie comica o commedia
- I Robinson – Jay Sandrich per l'episodio I giovani del coro
- Cin-cin – James Burrows per l'episodio The Triangle
- Cuori senza età – Jim Drake per l'episodio The Heart Attack
- Cuori senza età – Terry Hughes per l'episodio A Little Romance
- Kate & Allie – Bill Persky per l'episodio Chip's Friend

### Migliore regia per una miniserie o film per la televisione
- L'amore senza voce – Joseph Sargent
- The Execution of Raymond Graham – Daniel Petrie
- Una gelata precoce – John Erman
- Morte di un commesso viaggiatore – Volker Schlöndorff
- Un posto per riposare – John Korty

### Migliore sceneggiatura per una serie drammatica
- A cuore aperto – Tom Fontana, John Tinker, John Masius per l'episodio Time Heals (parts 1 & 2)
- A cuore aperto – Charles H. Eglee, John Tinker, Channing Gibson, John Masius, Tom Fontana per l'episodio Haunted
- Hill Street giorno e notte – Dick Wolf per l'episodio What Are Friends For?
- Moonlighting – Glenn Gordon Caron per l'episodio Aspettando Babbo Natale
- Moonlighting – Debra Frank e Carl Sautter per l'episodio L'altra campana

### Migliore sceneggiatura per una serie comica o commedia
- Cuori senza età – Barry Fanaro, Mort Nathan per l'episodio A Little Romance
- Casa Keaton – Michael J. Weithorn per l'episodio Il vero amore - Parte 2
- Cin-cin – Peter Casey, David Lee per l'episodio 2 Good 2 Be 4 Real
- Cuori senza età – David Lloyd per l'episodio pilota
- I Robinson – John Markus per l'episodio I giovani del coro
- I Robinson – Matt Williams, Carmen Finestra, John Markus per l'episodio Il mondo del lavoro

### Migliore sceneggiatura per una miniserie o film per la televisione
- Una gelata precoce – Ron Cowen, Daniel Lipman, Sherman Yellen
- Lord Mountbatten, l'ultimo viceré – David Butler
- L'amore senza voce – Darlene Craviotto
- Anna dai capelli rossi (Anne of Green Gables) – Kevin Sullivan, Joe Wiesenfeld per la parte I
- La divisa strappata – Gore Vidal per la parte I
- Una vita troppo breve (Alex: The Life of a Child) – Carol Evan McKeand, Nigel McKeand

## Creative Arts Emmy Awards

### Migliore attore o attrice ospite in una serie drammatica
- John Lithgow – Storie incredibili (serie televisiva 1985) | Episodio: La bambola
- Whoopi Goldberg – Moonlighting | Episodio: Buone vacanze
- Edward Herrmann – A cuore aperto | Episodio: Times Heals (pt. 2)
- Peggy McCay – New York New York | Episodio: Mothers and Sons
- James Stacy – New York New York | Episodio: The Gimp

### Migliore attore o attrice ospite in una serie comica o commedia
- Roscoe Lee Browne – I Robinson | Episodio: Partita a quattro
- Earle Hyman – I Robinson | Episodio: Buon anniversario
- Danny Kaye – I Robinson | Episodio: Il dentista novellista
- Clarice Taylor – I Robinson | Episodio: Buon anniversario
- Stevie Wonder – I Robinson | Episodio: Un fortunato incidente